# Matteo Salvini
Matteo Salvini (pronunciación en italiano: /matˈtɛːo salˈviːni/;Milán, 9 de marzo de 1973) es un político italiano que se desempeña como vicepresidente y ministro de infraestructura y transporte del gobierno de Italia. Es también el líder del partido político Liga desde diciembre de 2013 y de Nosotros con Salvini (en italiano, Noi Con Salvini) desde diciembre de 2014. Fue miembro del Parlamento Europeo de 2004 a marzo de 2018. Sus opiniones políticas han sido descritas por los medios como de derechas. Además, es considerado como uno de los principales líderes de la ola populista que sacudió Europa durante la década de 2010 y como miembro del movimiento neonacional, una ideología de derecha que enfatizaba posturas antiglobalización, nativistas y proteccionistas.

## Biografía

### Primeros años
Matteo Salvini nació en Milán en 1973, hijo de un ejecutivo de negocios y una ama de casa. Salvini estudió en el liceo clásico Alessandro Manzoni de Milán y luego asistió durante 16 años a la Universidad de Milán estudiando Ciencia Histórica; sin embargo nunca se graduó.
En 1990, se unió a la Liga Lombarda y fue miembro del Ayuntamiento de Milán de 1993 a 2012. En su juventud frecuentó Leoncavallo, un centro social donde se encontraban las diferentes tendencias de la izquierda. Allí asistirá a espectáculos, en particular del cantante anarquista Fabrizio De André, que le fascinaba. Como concejal de Milán, defendió ese centro social contra la opinión de Marco Formentini, el alcalde, también miembro de la Liga, que aspiraba a demolerlo. Salvini ha sido subsecretario de Lega Lombarda, junto con Marco Reguzzoni. En el ayuntamiento de Milán, ha denunciado en particular a los "gitanos-musulmanes" y se ha interesado por las cuestiones de seguridad. Apoyó a un hombre que disparó a un ladrón, o propuso la creación de una línea telefónica gratuita para denunciar los actos de delincuencia cometidos por inmigrantes. También fue director de Radio Padania Libera

### Eurodiputado euroescéptico

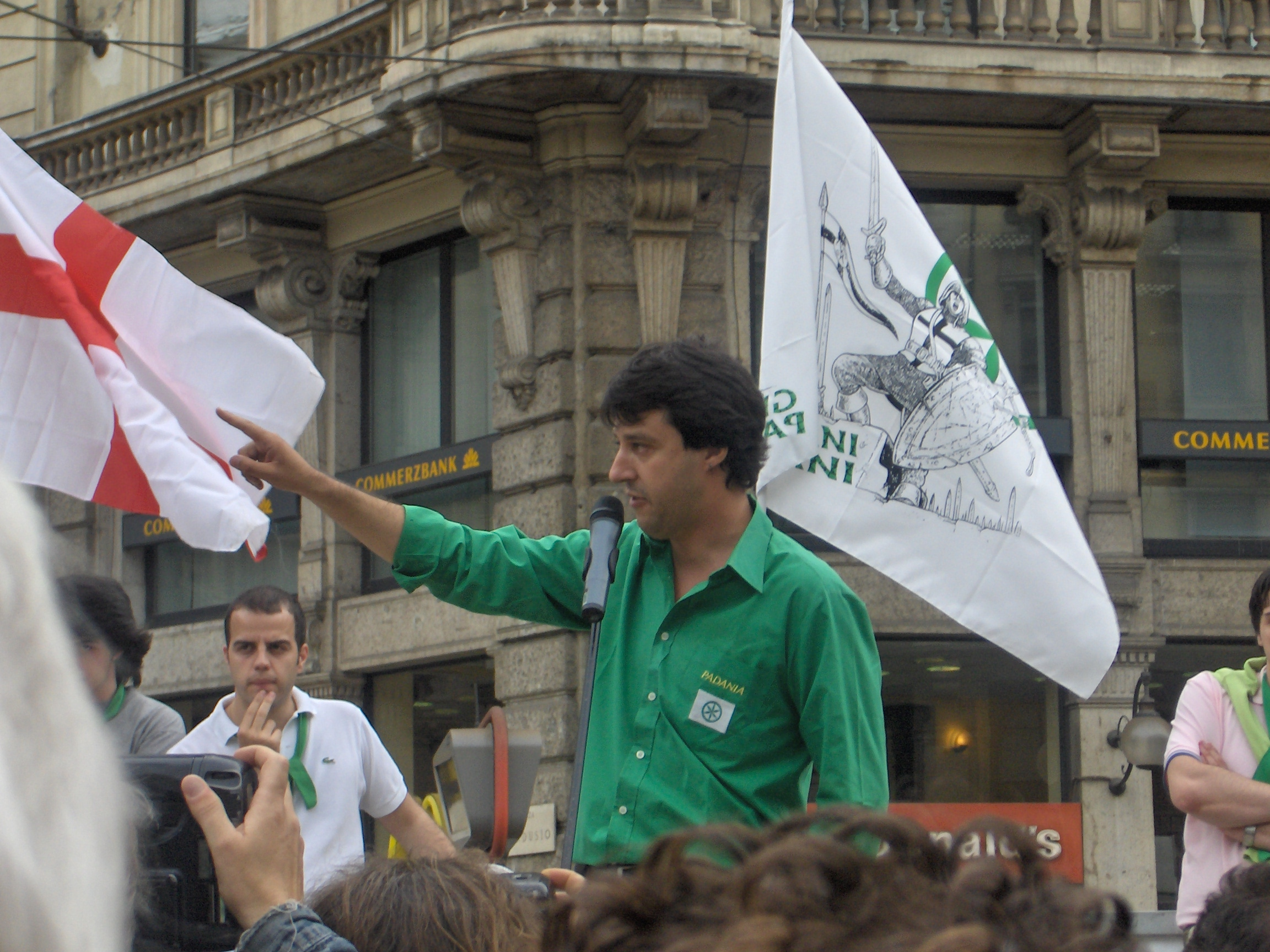
Salvini durante una manifestación de los Jóvenes Padanos en 2006.

Habiendo sido electo Miembro del Parlamento Europeo por la región Noroeste en 2004, participó en el Parlamento Europeo como parte de los no inscritos. Cambió para convertirse en un miembro del grupo Europa de la Libertad y la Democracia en 2009 antes de volver a los no inscritos en 2014. En junio de 2015, formó parte de la creación de un nuevo grupo, la Europa de las Naciones y la Libertad con partidos como el francés Frente Nacional y el holandés Partido por la Libertad; él es también el vicepresidente de la delegación italiana.
Fue miembro de la Comisión de Cultura y Educación del Parlamento Europeo y fue un sustituto de la Comisión de Medio Ambiente, Salud Pública y Seguridad Alimentaria y miembro de la Delegación en la Comisión Parlamentaria Mixta UE-Chile. Se retiró del Parlamento Europeo en noviembre de 2006.
Después de ser reelegido en 2009 como diputado al Parlamento Europeo, formó parte de la Comisión de Mercado Interior y Protección del Consumidor y es miembro de la Delegación para las Relaciones con la India, y la Delegación para las Relaciones con la Península de Corea. Él es un sustituto en el Comité de Comercio Internacional y la Delegación para las Relaciones con Sudáfrica.

### Irrupción como líder de la Liga Norte

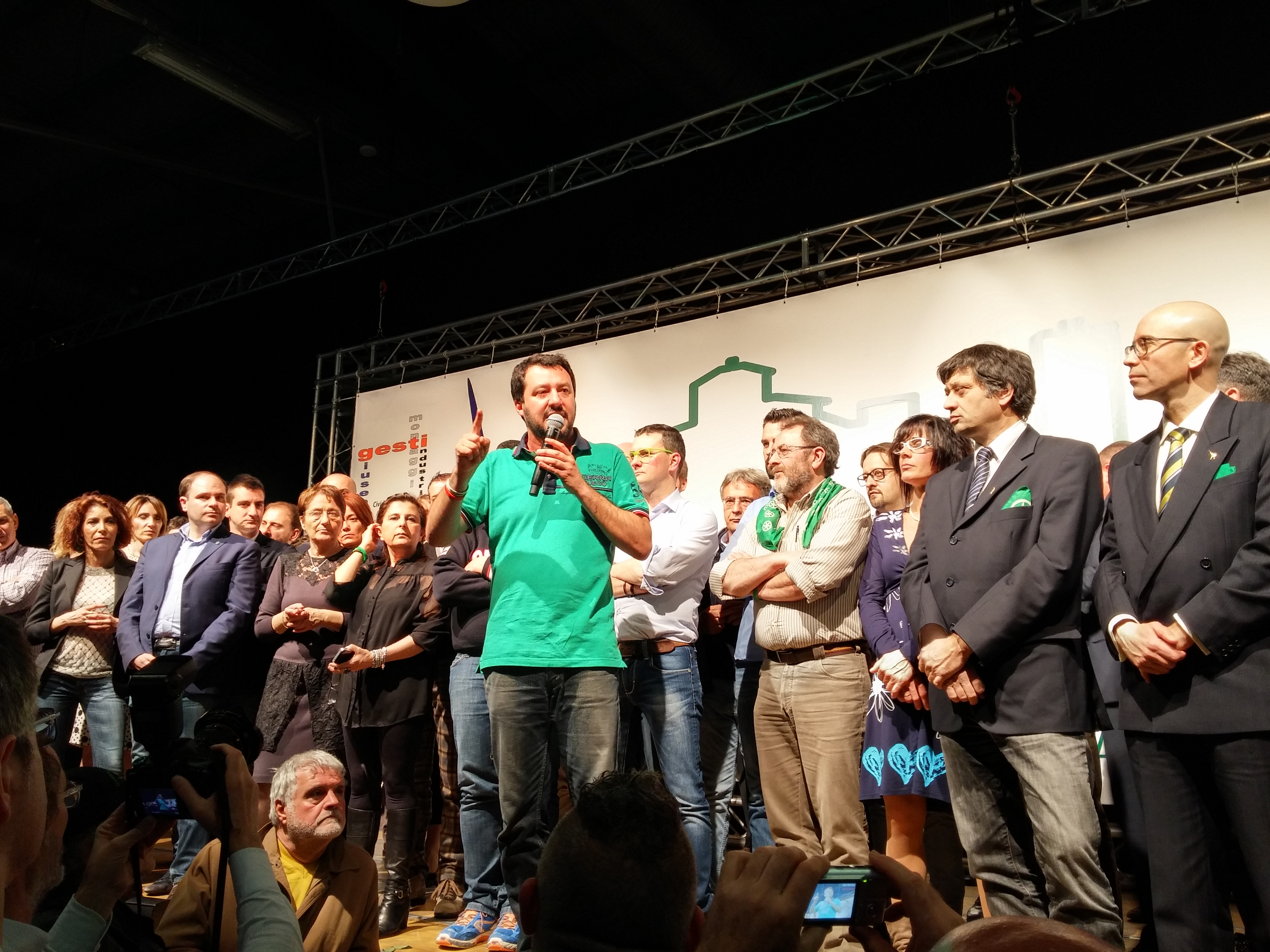
Matteo Salvini en 2015.

El 7 de diciembre de 2013 Salvini, que contó con el apoyo de Roberto Maroni y la mayoría de los líderes del partido (incluyendo Flavio Tosi, quien había renunciado a una oferta propia), derrotó a Umberto Bossi con el 82% de los votos en la «primaria». Una semana más tarde, su elección fue ratificada por el congreso federal del partido en Turín. Bajo Salvini, el partido adoptó una visión muy crítica de la Unión Europea, especialmente del euro, que describió como un «crimen contra la humanidad». Antes de las elecciones al Parlamento Europeo de 2014, Salvini comenzó a cooperar con populistas de ultraderecha como Marine Le Pen, líder del francés Frente Nacional, y Geert Wilders, líder del holandés Partido por la Libertad. Todo esto fue criticado por Bossi, quien volvió a llamar a sus raíces izquierdistas, y Tosi, quien representó el ala centrista del partido y defendió el euro.
En abril de 2014, Salvini presentó el logo del partido para la elección al Parlamento Europeo, con Basta Euro reemplazando a Padania, enfatizando la nueva tendencia política, centrada en el euroescepticismo y la salida de la eurozona. El partido incluyó en sus listas candidatos de otros movimientos antieuropeos y/o autonomistas (de ahí Autonomie, que significa «Autonomías»), en particular, Die Freiheitlichen, un partido populista de derecha y separatista activo en Tirol del Sur (cuyo símbolo fue incluido también).
En las elecciones al Parlamento Europeo, el partido obtuvo el 6,2% de los votos y 5 diputados al Parlamento Europeo. El resultado fue mucho peor que el de las elecciones previas del PE en 2009 (–4,0%), pero mejor que el de las elecciones generales de 2013 (+2,1%). La LN llegó tercero con 15,2% en Véneto (donde Tosi obtuvo muchos más votos que Salvini, demostrando su apoyo popular de una vez por todas y demostrando que el partido estaba lejos de estar unido a la postura anti-euro), por delante de Forza Italia (FI) y los otros partidos surgidos del difunto PdL, y cuarto en Lombardía con 14.6%. Salvini triunfó, a pesar de que el partido había perdido Piedmont ante los demócratas, luego de que Cota se viera obligado a dimitir, debido a irregularidades cometidas por una de sus listas de apoyo en la presentación de las listas para las elecciones de 2010, y había decidido no presentarse. Además, Bitonci fue elegido alcalde de Padua, un bastión demócrata.
El congreso federal del partido, convocado en Padua en julio, aprobó la línea política de Salvini, especialmente un plan para la introducción de un Impuesto único y la creación de un partido hermano en el centro-sur de Italia y las Islas. En noviembre, las elecciones regionales de Emilia-Romaña representaron un gran paso para el «proyecto nacional» de Salvini: la LN, que ganó el 19.4% de los votos, fue el segundo más grande y muy por delante de FI en la región, allanando el camino para una oferta por el liderazgo del centro-derecha. En diciembre, Nosotros con Salvini (NcS) fue lanzado. La creciente popularidad del partido entre los votantes se reflejó también en un aumento constante en las encuestas de opinión.
Una encuesta de Ipsos de diciembre de 2014 mostró que su índice de aprobación había aumentado en 5 puntos porcentuales, del 28% al 33%, «cimentando su posición como una fuerza política en ascenso en Italia».
El 28 de febrero de 2015, Salvini encabezó una concentración en Roma para protestar contra la inmigración ilegal.
En marzo de 2015, después de una larga lucha entre los dos principales líderes del partido veneciano Flavio Tosi y Luca Zaia, respaldados por Salvini, sobre la formación de las listas para las próximas elecciones regionales en Véneto, Tosi fue destituido como secretario nacional de la Liga Veneta y expulsado por completo del partido federal. Sin embargo, las elecciones regionales de 2015 fueron otro éxito para LN, especialmente en Véneto, donde Zaia fue reelegido con facilidad con el 50,1% de los votos y la puntuación combinada de las listas personales del partido y Zaia fue del 40,9%. El partido también quedó segundo en Liguria con un 22,3%, segundo en Toscana con un 16,2%, tercero en Marcas con un 13,0% y tercero en Umbría con un 14,0%. La LN nunca había sondeado tan alto en esas cinco regiones antes.
Después de las elecciones locales de 2016, en las que el partido estuvo por debajo de las expectativas en Lombardía (aunque le iba bien en Véneto, gracias a Zaia, así como a Emilia-Romagna y Toscana) y el NcS funcionó mal, La línea política de Salvini fue presionada por Bossi, Maroni, y especialmente por el recientemente elegido líder de Lega Lombarda, Paolo Grimoldi, quien criticó el giro derechista del partido y su enfoque en el Sur, al mismo tiempo que reivindicaba la identidad federalista y autonomista del LN.

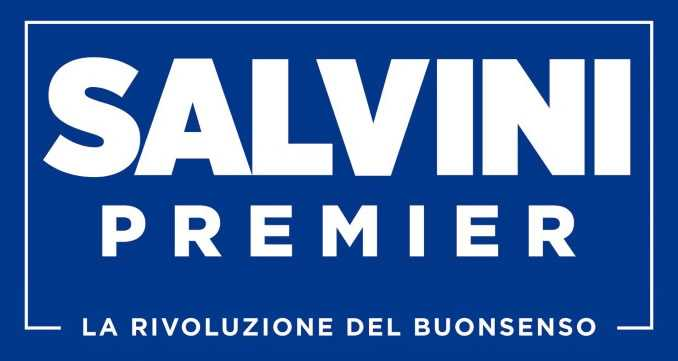
El logo elegido por Salvini para la campaña electoral de 2018.

En el período previo a la elección de liderazgo de 2017, Salvini parecía enfocado en convertirse en el líder de la centroderecha y, posiblemente, cambiar el nombre de LN abandonando «Norte». Paolo Grimoldi, líder de Lega Lombarda, eligió no correr contra Salvini (y Maroni mantuvo su neutralidad), pero Gianni Fava, ministro regional de agricultura de Lombardía en la antigua tradición socialdemócrata, anunció su intento de representar a las alas federalistas/autonomistas/separatistas del partido. Fava, que era anti-prohibición de drogas, pro-unión civil para parejas del mismo sexo y, como Bossi, anti-Frente Nacional («[it] es uno de los bloques más centralistas y conservadores de Europa, ¿qué tiene que ver con nosotros?»), recordó un viejo activista que decía «apresurémonos en hacer Padania, que quiero regresar votando a la izquierda» y agregó que «esta era la Liga y tiene que ser así de nuevo».
El 21 de diciembre de 2017, Salvini presentó el nuevo logotipo electoral de Lega Nord para las elecciones generales de 2018; por primera vez desde su fundación, el partido se presentará en todos los distritos electorales del país y adoptará un logotipo único sin la palabra «Norte».

### Ministro de Interior

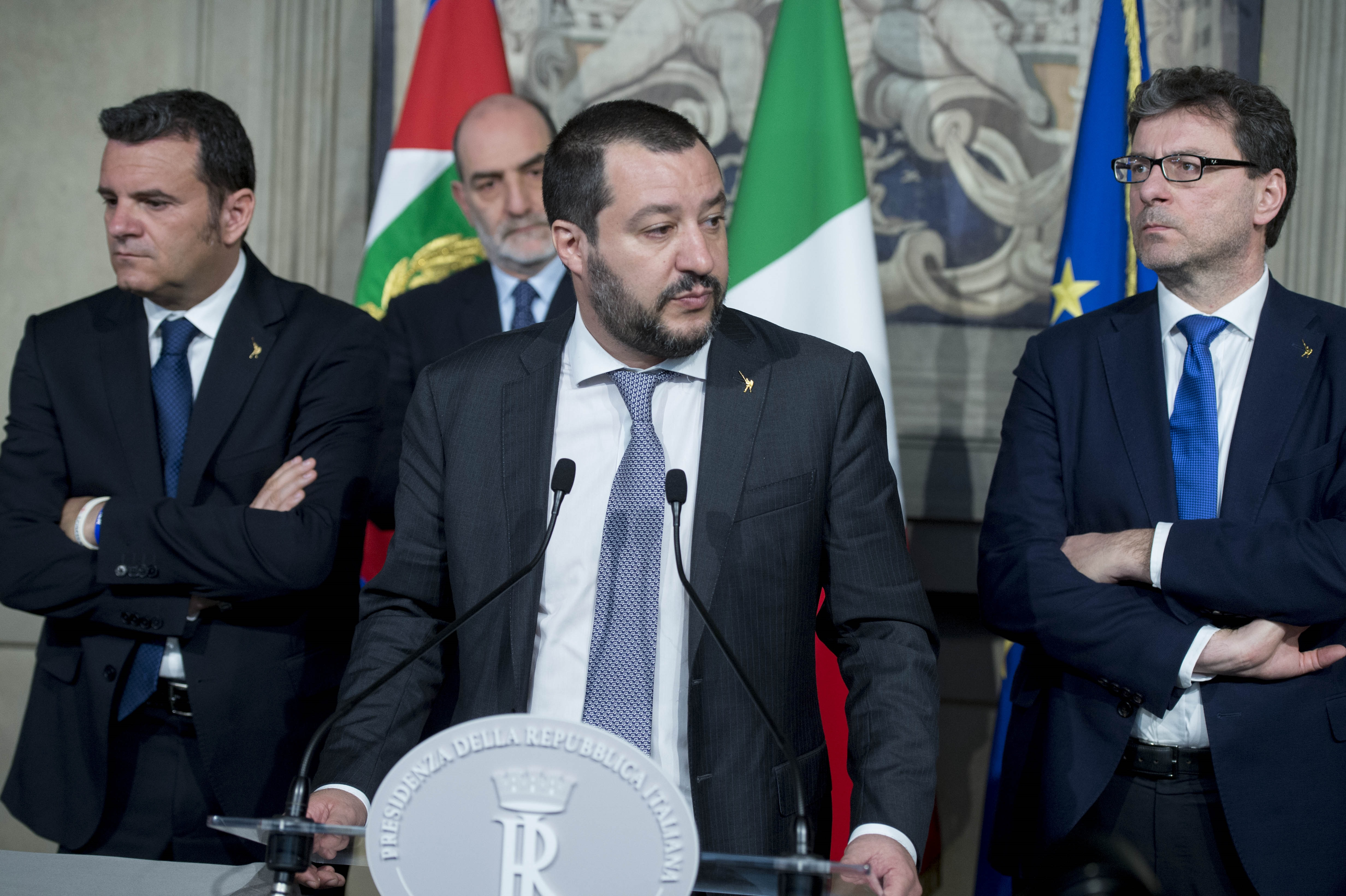
Salvini en abril de 2018 en el Palacio del Quirinal.

En 2018, ya como ministro del Interior de Italia, realizó unas declaraciones polémicas respecto a la población inmigrante y la comunidad gitana. Lo que le supuso reacciones y críticas a su discurso, catalogándolo de racista y antigitano.
En agosto de 2019 inició una gira por las playas italianas, posando para las redes sociales en bañador, mojito en mano y pinchando música como DJ. Durante el transcurso de dicho tour, Salvini —líder de la Liga— indujo una crisis de gobierno, anunciando el día 8 la ruptura de la coalición con el Movimiento 5 Estrellas, requiriendo la convocatoria de elecciones anticipadas en Italia para disponer de una mayoría de gobierno. Afirmó que «no había nacido para calentar una silla de ministro» y, en una plática con resonancias mussolinianas, solicitó a los italianos que le otorgaran «plenos poderes».
Presentada una moción de censura por la Liga dirigida contra el presidente del Consejo Giuseppe Conte, este último presentó su dimisión ante el presidente de la República Sergio Mattarella, tras una intervención en el Senado el 20 de agosto en la que declaró que Salvini «había desencadenado la crisis política únicamente para servir a sus intereses personales», anunciando que «este gobierno termina aquí». Tras la formación de un nuevo gobierno, el llamado «Conte bis» de coalición entre el Movimiento Cinco Estrellas y el Partido Democrático, Salvini salió del gobierno y pasó a la oposición.
En febrero de 2021, tras la caída del segundo gobierno de Conte, Matteo Salvini y su partido apoyaron a Mario Draghi, que hasta entonces era el presidente del Banco Central Europeo, para formar un nuevo gobierno. Varios miembros de la Liga Norte fueron nombrados ministros.

## Ideología
El historiador italiano Steven Forti lo sitúa en la nueva extrema derecha qué él llama «extrema derecha 2.0». Cita, por ejemplo, la declaración que hizo al periódico francés Le Point en octubre de 2019: «Creo que las etiquetas de izquierda, derecha, fascista y comunista están superadas. Me defino como italiano, ni de derecha, ni de izquierda».
Matteo Salvini adopta una visión muy crítica de la Unión Europea, especialmente del euro, que describió como un «crimen contra la humanidad». Salvini también se opone a la inmigración ilegal en Italia y la UE y en la gestión de solicitantes de asilo de la UE. Cambió de opinión en 2018 y desde entonces apoya a la Unión Europea y al euro..
En cuestiones económicas, se presenta como liberal. Apoya los impuestos únicos, los recortes de impuestos, el federalismo fiscal, el proteccionismo y, hasta cierto punto, el agrarismo. 
En cuestiones sociales, Salvini se opone al matrimonio entre personas del mismo sexo y a la gestión de inmigración de la UE, mientras que respalda los valores familiares y la legalización de los burdeles. En política exterior se opuso al embargo internacional contra Rusia de 2014 y apoyó una apertura económica a Europa del Este y a países del Lejano Oriente como Corea del Norte. En 2009, se declaró a favor de vagones separados para "solo milaneses" en el metro de la capital lombarda.
Salvini también respaldó al candidato republicano a las elecciones presidenciales estadounidenses de 2016, Donald Trump, a quien conoció en abril de 2016 en Filadelfia. Múltiples agencias de noticias lo han comparado a él y sus puntos de vista con Trump.
Apoya el reconocimiento de Jerusalén como capital de Israel y la prohibición del movimiento Boicot, Desinversiones y Sanciones que promueve el boicot a los productos israelíes. También cree que la Unión Europea debería sumarse a las sanciones impuestas por Estados Unidos contra Irán.

## Vida privada
En 2001 Matteo Salvini se casó con Fabrizia Ieluzzi, una periodista que trabajaba para una estación de radio privada, con quien tuvo a su hijo Federico en 2003. Después de su divorcio tuvo una hija, Mirta, con su pareja de hecho Giulia Martinelli en 2012.
En 2015, la celebridad semanal Novella 2000 reveló la historia de amor entre Salvini y la presentadora de televisión Elisa Isoardi.
Salvini es un gran defensor del equipo de fútbol A. C. Milan.